# 庾承先
庾承先（472年—531年），字子通，潁川鄢陵人，南北朝南梁士人。

## 生平
庾承先年少沉靜有志向，不說他人是非，面上不表露喜怒，沒人知道他的心情。成年後，他跟從南陽劉虯學習，聰明而記憶力強，比同輩出色，儒釋道的經典都很熟悉，不同流派的知識都很精練。朝廷辟任他為功曹，不就任，和道士王僧鎮一同遊覽衡山。晚年，庾承先因弟弟患病回鄉，於是在土臺山居住。鄱陽王蕭恢在州時，欽佩庾承先的風采，要求和他遊處，又令他講授《老子》，不同地方的僧人都過來聽講，當中有不少人質詢他，他也一一回答。蕭恢非常敬重他，徵任為州主簿；湘東王蕭繹聽聞了，亦徵任為法曹參軍；他都不赴任。
中大通三年（531年），廬山劉慧斐到荊州，庾承先與他有交情，就前往該處。荊州和陝州的學生請求他講述《老子》，湘東王就親自到來聽講，庾承先整天發表議論，得到賞識和延請，留在當地月多後回歸土臺山。送行的人贈送詩篇，隱逸者也讚美他，同年去世，虛歲六十。刺史贈送豐厚財物協助治喪，他的門生黃士龍辭讓，說：「先師生平素食不求飽暖，衣服不求輕便，贈送的物資都婉拒了。臨終時，他告誡弟子使用薄棺收葬，褐衣入斂。雖然得蒙賞賜，也不敢違反先生的教旨，違反他生平操守，錢布就返還了。」當時的評論都推崇他。

## 引用
1. 1 2  《梁書·卷五十一·列傳第四十五》：庾承先字子通，潁川𨻳陵人也。少沉靜有志操，是非不涉於言，喜慍不形於色，人莫能窺也。弱歲受學於南陽劉虯，強記敏識，出於羣輩。玄經釋典，靡不該悉；九流《七略》，咸所精練。郡辟功曹不就，乃與道士王僧鎮同游衡岳。晚以弟疾還鄉里，遂居于土臺山。
2. 1 2  《南史·卷七十六·列傳第六十六》：庾承先字子通，潁川鄢陵人也。少沈靜有志操，是非不涉於言，喜慍不形於色，人莫能窺也。弱歲受學于南陽劉虯，強記敏識，出於群輩。玄經釋典，靡不該悉；九流七略，咸所精練。辟功曹不就，乃與道士王僧鎮同游衡嶽。晚以弟疾還鄉里，遂居土臺山。
3. ↑  《梁書·卷五十一·列傳第四十五》：鄱陽忠烈王在州，欽其風味，要與遊處。又令講《老子》，遠近名僧，咸來赴集，論難鋒起，異端競至，承先徐相酬答，皆得所未聞。忠烈王尤加欽重，徵州主簿；湘東王聞之，亦板爲法曹參軍；並不赴。
4. ↑  《南史·卷七十六·列傳第六十六》：梁鄱陽忠烈王在州，欽其風味，要與遊處，令講老子。遠近名僧，咸來赴集，論難鋒起，異端競至，承先徐相酬答，皆得所未聞。忠烈王尤所欽重。
5. ↑  《梁書·卷五十一·列傳第四十五》：中大通三年，廬山劉慧斐至荊州，承先與之有舊，往從之。荊陝學徒，因請承先講《老子》。湘東王親命駕臨聽，論議終日，深相賞接。留連月餘日，乃還山。王親祖道，幷贈篇什，隱者美之。其年卒，時年六十。
6. ↑  《南史·卷七十六·列傳第六十六》：中大通三年，廬山劉慧斐至荊州，承先與之有舊，往從之，荊陝學徒因請承先講老子。湘東王親命駕臨聽，論議終日，留連月餘，乃還山。王親祖道，並贈篇什，隱者美之。其年卒，刺史厚有贈賻。門人黃士龍讓曰：「先師平素食不求飽，衣不求輕，凡有贈遺，皆無所受。臨終之日，誡約家門，薄棺周形，巾褐為斂。雖蒙賚及，不敢輕承教旨，以違平生之操。錢布輒付使反。」時論高之。

## 延伸阅读
[在维基数据编辑]
 《梁書·卷51》，出自姚思廉《梁書》